# La Haye-Saint-Sylvestre
La Haye-Saint-Sylvestre is een gemeente in het Franse departement Eure (regio Normandië) en telt 213 inwoners (2004). De plaats maakt deel uit van het arrondissement Évreux.

## Geografie
De oppervlakte van La Haye-Saint-Sylvestre bedraagt 18,7 km², de bevolkingsdichtheid is 11,4 inwoners per km².
De onderstaande kaart toont de ligging van La Haye-Saint-Sylvestre met de belangrijkste infrastructuur en aangrenzende gemeenten.

## Demografie
Onderstaande figuur toont het verloop van het inwonertal (bron: INSEE-tellingen).